# Чумак Юрій Вікторович
Юрій Вікторович Чумак (нар. 29 грудня 1978) — кандидат мистецтвознавства, Лауреат Міжнародних конкурсів, директор Дрогобицького музичного коледжу ім. В. Барвінського.

## Життєпис
Народився 29 грудня 1978 року.
Випускник Дрогобицького державного музичного училища ім. В. Барвінського 1997 року.
У 2002 році закінчив Львівську державну музичну академію ім. М. Лисенка (зараз Львівська національна музична академія імені Миколи Лисенка).
Із січня 2016 року Чумак Юрій Вікторович займає посаду директора  Дрогобицького музичного коледжу ім. В. Барвінського.
За сумісництвом викладає на кафедрі народних музичних інструментів та вокалу навчально-наукового Інституту музичного мистецтва  Дрогобицького державного університету ім. І. Франка.

## Нагороди, звання
Лауреат Міжнародних конкурсів баяністів-акордеоністів